# Myron karnsi
Myron karnsi es una especie de serpientes de la familia Homalopsidae.

## Distribución geográfica yhábitat
Es endémica de las islas Aru (Indonesia).